# 宋忠福
宋忠福（1921年—？），河南沁阳人，中国人民解放军军事人物、第一届全国人民代表大会代表。
1945年，宋忠福加入八路军。第二次国共内战期间，在太岳军区参加汾孝战役、白河战役，被授予“全国战斗英雄”称号。1954年，参加第一届全国人民代表大会。少校军衔。